# Irislav Dolenec
Irislav Dolenec (* 15. Januar 1921 in Vela Luka, Königreich Jugoslawien; † 25. Oktober 2009) war ein jugoslawisch-kroatischer Leichtathlet, Fußballspieler, Handballspieler, Handballtrainer und Numismatiker.

## Karriere
Irislav Dolenec betrieb ab 1934 Leichtathletik beim HŠK Concordia. 1937 stellte er den kroatischen Rekord im Diskuswurf auf (47,43 m) und 1941 den Rekord im Stabhochsprung (3,65 m). Er vertrat die kroatische Leichtathletiknationalmannschaft mehrfach bei internationalen Wettkämpfen, so bei den Leichtathletik-Balkan-Meisterschaften 1946. Ab 1936 spielte er auch Fußball beim HŠK Uskok, mit dem er 1945 die letzte Meisterschaft im Unabhängigen Staat Kroatien gewann. Beim HŠK Concordia gründete er 1939 die Handballabteilung. Beim einzigen Länderspiel der kroatischen Männer-Feldhandballnationalmannschaft gegen Ungarn (0:9) stand er im Aufgebot. 1945 wurde Dolenec zum besten Handballer Kroatiens gekürt. Er spielte für die Vereine SD Sloboda, HŠK Concordia, Athletikklub Zagreb, KK Polet Zagreb, RK Zagreb und FD Metalac.
1947 absolvierte er die Zagreber Höhere Schule für Körperkultur und erwarb den Titel eines Sportlehrers und Trainers für Handball, Leichtathletik, Basketball und Fußball. Mit dem RK Zagreb gewann er als Spieler und Trainer 1949, 1954 und 1956 die jugoslawische Feldhandballmeisterschaft sowie 1957 die Meisterschaft in der Halle. Als Trainer von Zagreb wurde er 1965 Meister. Als Spieler und Trainer stand er von 1950 bis 1958 im Kader der jugoslawischen Nationalmannschaft. In den Jahren 1966 und 1967 übernahm er die Auswahl. Bei der Weltmeisterschaft 1967 erreichte Jugoslawien den siebten Platz bei 16 Mannschaften. Er betreute die jugoslawische Feldhandballnationalmannschaft der Frauen bei der Weltmeisterschaft 1956.
Von 1958 bis 1962 arbeitete er als Trainer beim TuS Eintracht Dortmund für Leichtathletik, Feldhockey, Basketball und Handball. Nach seinem Abschluss an der Eidgenössischen Hochschule für Sport in Magglingen (Schweiz) übernahm er 1969 die Schweizer Männer-Handballnationalmannschaft, die er im März 1972 verließ. Unter seiner Leitung gelang der Schweiz beim 37:2 gegen Großbritannien am 17. März 1972 der höchste Sieg der Geschichte der Schweizer „Nati“. Nach seiner Zeit bei der Nationalmannschaft übernahm auf Beginn der Saisonvorbereitung 1973/74 die 1. Mannschaft von Pfadi Winterthur, die er während zweier Jahre betreute.
Nach seiner Pensionierung 1978 widmete er sich der Numismatik. Er wurde Herausgeber der Zeitschrift Obol.
Im Jahr 2005 erhielt er den kroatischen Sportpreis „Franjo Bučar“.